# Seneca (Oregon)
Seneca és una població dels Estats Units a l'estat d'Oregon. Segons el cens del 2000 tenia 223 habitants.

## Demografia
Segons el cens del 2000, Seneca tenia 223 habitants, 95 habitatges, i 64 famílies. La densitat de població era de 103,7 habitants per km².
Dels 95 habitatges en un 29,5% hi vivien nens de menys de 18 anys, en un 58,9% hi vivien parelles casades, en un 6,3% dones solteres, i en un 32,6% no eren unitats familiars. En el 29,5% dels habitatges hi vivien persones soles el 10,5% de les quals corresponia a persones de 65 anys o més que vivien soles. El nombre mitjà de persones vivint en cada habitatge era de 2,35 i el nombre mitjà de persones que vivien en cada família era de 2,89.
Per edats la població es repartia de la següent manera: un 26% tenia menys de 18 anys, un 4,9% entre 18 i 24, un 25,1% entre 25 i 44, un 31,4% de 45 a 60 i un 12,6% 65 anys o més.
L'edat mediana era de 41 anys. Per cada 100 dones de 18 o més anys hi havia 96,4 homes.
La renda mediana per habitatge era de 27.333$ i la renda mediana per família de 26.806$. Els homes tenien una renda mediana de 30.000$ mentre que les dones 23.750$. La renda per capita de la població era de 12.636$. Aproximadament el 24% de les famílies i el 19,8% de la població estaven per davall del llindar de pobresa.

## Poblacions més properes
El següent diagrama mostra les poblacions més properes.